# Blake Bashoff
Blake Warren Bashoff (nacido el 30 de mayo de 1981) es un actor de televisión estadounidense, conocido por interpretar el papel de Moritz Stiefel en Spring Awakening. También ha aparecido en muchas otras series haciendo papeles secundarios, como en Lost, haciendo el papel de Karl.

## Biografía
Nació en Filadelfia, Pensilvania en 1981, es judío. Comenzó a actuar con 10 años en anuncios publicitarios y después bailando y cantando en el cine y el teatro. Después de graduarse en el instituto en 1999, se mudó a Hollywood.
Bashoff apareció en Bushwhacked, Big Bully (papel por el que ganó un Young Artist Award y apareció en The New Swiss Family Robinson en 1998. Unos años después, consiguió el actuar como Eric Black en Judging Amy. También ha aparecido en Deuces Wild, Minority Report y en One Tree Hill. En 2006, actuó como Karl en la serie Lost, durante unos cuantos capítulos de las temporadas tercera y cuarta.
El 18 de diciembre de 2007, hizo su debut en Broadway, remplazando a John Gallagher Jr. con el papel de Moritz Stiefel en Spring Awakening, musical que ha ganado un premio Tony. Su última actuación en Broadway fue el 2 de agosto de 2008, al ser reemplazado por Gerard Canonico.
También ha actuado en la película Together Again for the First Time.

## Filmografía
- New York Undercover --- Simon (1 episodio, 1994)
- Law & Order --- Kevin (1 episodio, 1994)
- Lifestories: Families in Crisis --- Calvin Mire (1 episodio, 1994)
- Bushwhacked (1995) --- Gordy
- Big Bully (1996) --- Ben Leary
- The New Swiss Family Robinson (1998) --- Todd Robinson
- Pensacola: Wings of Gold --- Kevin Norris (1 episodio, 2000)
- Chicken Soup for the Soul --- Michael (1 episodio, 2000)
- Dead Last --- Rory Lane (1 episodio, 2001)
- The Newman Shower (2001) --- Wagner
- Judging Amy --- Eric Black (11 episodios, 2001-2003)
- Without a Trace --- Patrick McCullough (1 episodio, 2002)
- Deuces Wild (2002) --- Allie Boy
- Boston Public --- Joseph O'Shea --- (1 episodio, 2003)
- The Lyon's Den --- Quentin Chadwick (1 episodio, 2003)
- Miracles --- Chad Goodwell (1 episodio, 2003)
- One Tree Hill --- Gary (2 episodios, 2004)
- Charmed --- Duncan (1 episodio, 2004)
- Numb3rs --- Ethan (1 episodio, 2005)
- Navy NCIS: Naval Criminal Investigative Service --- Josh Cooper (1 episodio, 2006)
- Lost --- Karl (8 episodios, 2006-2008)
- Grey's Anatomy --- Elliot Meyer (1 episodio, 2010)